# Galaxie spirală

Un exemplu de galaxie spirală, Galaxia Vârtelniței (cunoscută și ca Messier 101 sau NGC 5457)

O galaxie spirală sau spiralată este un tip de galaxie descrisă la origine de către Edwin Hubble în lucrarea sa din anul 1936 The Realm of the Nebulae, ca făcând parte din secvența Hubble. Galaxiile spirale sunt formate din discuri enorme alcătuite din stele, praf și gaz, cu nucleu de forma unei mingi. Messier 33 este cea mai apropiată galaxie spirală.
Galaxiile spirale sunt numite de structurile lor spiralate care se extind de la centru în discul galactic. Brațele spirale sunt site-uri ale formării continue a stelelor și sunt mai strălucitoare decât discul înconjurător din cauza stelelor tinere OB care le locuiesc. 
Aproximativ două treimi din toate spiralele sunt observate ca având o componentă suplimentară sub forma unei structuri asemănătoare barelor, care se extind de la proeminența centrală, la capetele căreia încep brațele spirale. Proporția spiralelor barate în raport cu verii lor fără bară s-a schimbat probabil de-a lungul istoriei Universului, doar aproximativ 10 % conținând bare aproximativ 8 miliarde de ani în urmă, la aproximativ un sfert de 2,5 miliarde de ani în urmă, până în prezent, unde peste două treimi din galaxiile din universul vizibil (volumul Hubble) au bare.
Calea noastră Lactee este o spirală barată, deși bara însăși este dificil de observat din poziția curentă a Pământului în cadrul discului galactic. Dovezile cele mai convingătoare ale stelelor care formează un bar în centrul galactic provin din mai multe sondaje recente, inclusiv Telescopul spațial Spitzer.
Împreună cu galaxiile neregulate, galaxiile spirale reprezintă aproximativ 60% din galaxiile din universul de astăzi. Acestea se găsesc în majoritatea regiunilor cu densitate scăzută și sunt rare în centrele galaxiilor.